# گولبوری
گولبَوری (به لاتین: Gulbawri) یک منطقهٔ مسکونی در افغانستان است که در ولسوالی جغتو، ولایت غزنی واقع شده است.